# 尾上松助 (6代目)
六代目 尾上 松助（おのえ まつすけ、1946年〈昭和21年〉7月13日 - 2005年〈平成17年〉12月26日）は、歌舞伎役者。屋号は音羽屋。定紋は抱き若松。本名は井上 真一（いのうえ しんいち）。最終学歴は青山学院高。日本舞踊藤間流において藤間松樹の名執名を持った。
父は新派の名脇役だった春本泰男、妻は元新派女優の河合盛恵、長弟は清元流三味線方の清元邦寿、次弟は歌舞伎役者の大谷桂三、長男は二代目尾上松也、長女は新派女優の春本由香。

## 来歴・人物
東京都出身。二代目尾上松緑に師事し、菊五郎劇団で二代目松緑や七代目尾上菊五郎らを支える。1954年（昭和29年）6月の歌舞伎座『源氏物語』で尾上緑也を名乗って初舞台。1971年（昭和46年）5月、二代目尾上松鶴を襲名し名題昇進。1990年（平成2年）、六代目尾上松助を襲名。敵役や老け役、女形まで幅広くこなした。子役時代は、テレビ『赤胴鈴之助』の主役でも活躍した。
2005年（平成17年）12月26日午前11時9分、原発不明がんのため東京都中央区の病院で死去。59歳没。

## テレビ
- 春の波涛（1985年、NHK） - 中村駒之助 役